# アリス・エーヌ
アリス・エーヌ（Alice Heine, 1858年2月10日 - 1925年12月22日）は、モナコ公アルベール1世の2度目の妃。マルセル・プルーストの『失われた時を求めて』に登場するリュクサンブール大公女のモデルとなった。

## 生涯
アメリカ・ニューオーリンズ、旧市街のフレンチ・クオーターで、マリー・アリス・エーヌとして生まれた。父ミシェルはユダヤ系ドイツ人の銀行家で、詩人ハインリヒ・ハイネの甥にあたる。父は1840年にパリへ移住し、1843年に再度ニューオーリンズへ移住し、銀行家・地主として大変な成功をおさめていた。一家はロワイヤル通りに3つの目を見張るような豪華なマンションを所有していた。
南北戦争を避けるため一家はフランスへ戻り、若く美しいアリスは、その一家の富も加えてパリ社交界の注目の的となった。ミシェルの所有する会社は、プロイセンと戦うナポレオン3世のために融資をしている。
ユダヤ教からカトリックに改宗し、アリスは最初の夫、第7代リシュリュー公アルマンと1875年に結婚した。夫妻の間に生まれた息子アルマンは、のち第8代リシュリュー公となる。
1889年10月、アリスはアルベール公と結婚した。公は最初スコットランドのハミルトン公の娘メアリーと結婚し、のち離婚した。彼は海洋学者でたびたび長い航海へ出かけた。アリスは、モナコのオペラ・シーズンに多大な関心を寄せていた。
アリスは実家の資産をバックに公国の経済を支え、強力なビジネスの手腕をもって、モナコをオペラ、劇場、バレエにおいてヨーロッパ一の文化中心地にしようと力を注いだ。ロシア人興行主セルゲイ・ディアギレフ、作曲家イジドール・デ・ララらとの協力が知られる。
1902年5月、モナコ公夫妻は別居を始めたが離婚はしなかった。20年後のアルベールの死により、アリスは公太后（皇太后、英語ではDowager Princess）の称号で呼ばれた。彼女は再婚せず、モナコ公家の一員として亡くなった。